# Синее небо России
„Синее небо России“ Стиховете се появяват в изпълнение на Михаил Гулко. Наричаният „Крестным отцом русского шансона“ изпълнител на руски песни през 1980 г. заминава за Съединените Щати, а през 1981 година издава два последователни албума: White Birch и следващият Синее небо России (на български: Синьото небе на Русия). Първоначално авторството на тези стихотворения се приписва само на Сергей Есенин. Многото изпълнители не пишат никъде от къде имат текста и как едноименно песента стига до Америка, преди да се върне в Русия, това разбира се се отнася и до песента „Белая береза“.
Когато Михаил Гулко емигрира в САЩ с израелска виза, продължава да работи като музикант и певец в Ню Йорк и обикаля Русия от 1993 г. Гастролирал е с концерти в страните от Европа, Канада, Америка, Австралия.
| „ | Я нигде без тебя не утешусь, Пропаду без тебя, моя Русь! | “ |

На концерт Йосиф Кобзон изпълнява песента „Синее небо России“ през 1994 г.Други изпълнители на песента са Анатолий Филипенко и Сергей Любавин.

## Песни в албума
1. Поручик Голицын	– 3:50[1]
2. Ваше Благородие	– 3:39[1]
3. Мама – 2:50[1]
4. Институтка	– 4:30[1]
5. Гостиница – 2:18[1]
6. Колыма (Ванинский Порт)	– 3:52[1]
7. Москва златоглавая (Конфетки – Бараночки) – 2:44[1]
8. Синее небо России – 3:42[1]
9. Белая береза – 3:05[1]
10. Мурка – 4:47[1]
11. Эшелон (Спецэтап) – 3:48[1]